# Gand-Wevelgem 2008
La course cycliste Gand-Wevelgem, inscrite au calendrier de l'UCI ProTour 2008, a eu lieu le 9 avril 2008.

## Présentation

### Équipes
| ProTeams (18)- AG2R-La Mondiale - Astana - Bouygues Telecom - Caisse d'Épargne - Cofidis-Le Crédit par Téléphone - Crédit agricole - Euskaltel-Euskadi - La Française des jeux - Gerolsteiner - Liquigas - Quick Step - Rabobank - Saunier Duval-Scott - Silence-Lotto - CSC - High Road - Lampre - Team Milram Équipes continentales professionnelles (7)- Acqua & Sapone-Caffè Mokambo - Barloworld - Cycle Collstrop - Landbouwkrediet-Tönissteiner - Mitsubishi-Jartazi - Skil-Shimano - Topsport Vlaanderen |
| |

## Classement
| \| Classement général \| Classement général \| Classement général \| Classement général \| Classement général \| \| Coureur \| Coureur \| Pays \| Équipe \| Temps \| \| ------------------ \| --------------------- \| ------------------ \| ------------------------------- \| ------------------ \| \| 1er \| Óscar Freire \| Espagne \| Rabobank \| 4 h 53 min 06 s \| \| 2e \| Aurélien Clerc \| Suisse \| Bouygues Telecom \| + 0 s \| \| 3e \| Wouter Weylandt \| Belgique \| Quick Step \| + 0 s \| \| 4e \| Erik Zabel \| Allemagne \| Team Milram \| + 0 s \| \| 5e \| Kenny Dehaes \| Belgique \| Topsport Vlaanderen \| + 0 s \| \| 6e \| Luca Paolini \| Italie \| Acqua & Sapone - Caffè Mokambo \| + 0 s \| \| 7e \| José Joaquín Rojas \| Espagne \| Caisse d'Épargne \| + 0 s \| \| 8e \| Stuart O'Grady \| Australie \| CSC \| + 0 s \| \| 9e \| Heinrich Haussler \| Allemagne \| Gerolsteiner \| + 0 s \| \| 10e \| Roger Hammond \| Royaume-Uni \| High Road \| + 0 s \| \| 11e \| Hervé Duclos-Lassalle \| France \| Cofidis-Le Crédit par Téléphone \| + 0 s \| \| 12e \| Peter Wrolich \| Autriche \| Gerolsteiner \| + 0 s \| \| 13e \| Filippo Pozzato \| Italie \| Liquigas \| + 0 s \| \| 14e \| Rony Martias \| France \| Bouygues Telecom \| + 0 s \| \| 15e \| Thor Hushovd \| Norvège \| Crédit Agricole \| + 0 s \| \| 16e \| Guennadi Mikhailov \| Russie \| Mitsubishi-Jartazi \| + 0 s \| \| 17e \| Mark Cavendish \| Royaume-Uni \| High Road \| + 0 s \| \| 18e \| Sven Renders \| Belgique \| Topsport Vlaanderen \| + 0 s \| \| 19e \| Tom Veelers \| Pays-Bas \| Skil-Shimano \| + 0 s \| \| 20e \| Matti Breschel \| Danemark \| CSC \| + 0 s \| |                       |             |                                 |                 |
| |                       |             |                                 |                 |
| Source : ProCyclingStats |                       |             |                                 |                 |
| Classement général |                       |             |                                 |                 |
| Coureur | Coureur               | Pays        | Équipe                          | Temps           |
| 1er | Óscar Freire          | Espagne     | Rabobank                        | 4 h 53 min 06 s |
| 2e | Aurélien Clerc        | Suisse      | Bouygues Telecom                | + 0 s           |
| 3e | Wouter Weylandt       | Belgique    | Quick Step                      | + 0 s           |
| 4e | Erik Zabel            | Allemagne   | Team Milram                     | + 0 s           |
| 5e | Kenny Dehaes          | Belgique    | Topsport Vlaanderen             | + 0 s           |
| 6e | Luca Paolini          | Italie      | Acqua & Sapone - Caffè Mokambo  | + 0 s           |
| 7e | José Joaquín Rojas    | Espagne     | Caisse d'Épargne                | + 0 s           |
| 8e | Stuart O'Grady        | Australie   | CSC                             | + 0 s           |
| 9e | Heinrich Haussler     | Allemagne   | Gerolsteiner                    | + 0 s           |
| 10e | Roger Hammond         | Royaume-Uni | High Road                       | + 0 s           |
| 11e | Hervé Duclos-Lassalle | France      | Cofidis-Le Crédit par Téléphone | + 0 s           |
| 12e | Peter Wrolich         | Autriche    | Gerolsteiner                    | + 0 s           |
| 13e | Filippo Pozzato       | Italie      | Liquigas                        | + 0 s           |
| 14e | Rony Martias          | France      | Bouygues Telecom                | + 0 s           |
| 15e | Thor Hushovd          | Norvège     | Crédit Agricole                 | + 0 s           |
| 16e | Guennadi Mikhailov    | Russie      | Mitsubishi-Jartazi              | + 0 s           |
| 17e | Mark Cavendish        | Royaume-Uni | High Road                       | + 0 s           |
| 18e | Sven Renders          | Belgique    | Topsport Vlaanderen             | + 0 s           |
| 19e | Tom Veelers           | Pays-Bas    | Skil-Shimano                    | + 0 s           |
| 20e | Matti Breschel        | Danemark    | CSC                             | + 0 s           |

## Liste des participants
| AG2R-La Mondiale ALM | AG2R-La Mondiale ALM    | AG2R-La Mondiale ALM |
| -------------------- | ----------------------- | -------------------- |
| Num                  | Coureur                 | Pos                  |
| 1                    | Renaud Dion (FRA)       | 28e                  |
| 2                    | Martin Elmiger (SUI)    | 47e                  |
| 3                    | Yuriy Krivtsov (UKR)    | 48e                  |
| 4                    | Laurent Mangel (FRA)    | 109e                 |
| 5                    | Lloyd Mondory (FRA)     | 103e                 |
| 6                    | Stéphane Poulhiès (FRA) | 168e                 |
| 7                    | Aliaksandr Usau (BLR)   | 29e                  |
| 8                    | Stijn Vandenbergh (BEL) | 38e                  |

| Astana AST | Astana AST             | Astana AST |
| ---------- | ---------------------- | ---------- |
| Num        | Coureur                | Pos        |
| 11         | Koen de Kort (NED)     | 43e        |
| 12         | Sergueï Ivanov (RUS)   | 88e        |
| 13         | René Haselbacher (AUT) | 165e       |
| 14         | Aaron Kemps (AUS)      | 30e        |
| 15         | Dmitri Mouraviov (KAZ) | 22e        |
| 16         | Grégory Rast (SUI)     | 166e       |
| 17         | Michael Schär (SUI)    | 24e        |
| 18         | Tomas Vaitkus (LTU)    | AB         |

| Bouygues Telecom BTL | Bouygues Telecom BTL   | Bouygues Telecom BTL |
| -------------------- | ---------------------- | -------------------- |
| Num                  | Coureur                | Pos                  |
| 21                   | Erki Pütsep (EST)      | 112e                 |
| 22                   | Aurélien Clerc (SUI)   | 2e                   |
| 23                   | Yohann Gène (FRA)      | 127e                 |
| 24                   | Anthony Geslin (FRA)   | 104e                 |
| 25                   | Vincent Jérôme (FRA)   | 72e                  |
| 26                   | Arnaud Labbe (FRA)     | AB                   |
| 27                   | Rony Martias (FRA)     | 14e                  |
| 28                   | Alexandre Pichot (FRA) | 37e                  |

| Caisse d'Épargne GCE | Caisse d'Épargne GCE             | Caisse d'Épargne GCE |
| -------------------- | -------------------------------- | -------------------- |
| Num                  | Coureur                          | Pos                  |
| 31                   | Arnaud Coyot (FRA)               | 25e                  |
| 32                   | Mathieu Drujon (FRA)             | 131e                 |
| 33                   | Imanol Erviti (ESP)              | 40e                  |
| 34                   | José Vicente García Acosta (ESP) | 78e                  |
| 35                   | José Iván Gutiérrez (ESP)        | 144e                 |
| 36                   | Luis Pasamontes (ESP)            | 34e                  |
| 37                   | Fabien Patanchon (FRA)           | 140e                 |
| 38                   | José Joaquín Rojas (ESP)         | 7e                   |

| Cofidis-Le Crédit par Téléphone COF | Cofidis-Le Crédit par Téléphone COF | Cofidis-Le Crédit par Téléphone COF |
| ----------------------------------- | ----------------------------------- | ----------------------------------- |
| Num                                 | Coureur                             | Pos                                 |
| 41                                  | Alexandre Blain (FRA)               | 87e                                 |
| 42                                  | Hervé Duclos-Lassalle (FRA)         | 11e                                 |
| 43                                  | Mathieu Heijboer (NED)              | 162e                                |
| 44                                  | Frank Høj (DEN)                     | 117e                                |
| 45                                  | Yann Huguet (FRA)                   | 167e                                |
| 47                                  | Rik Verbrugghe (BEL)                | AB                                  |
| 48                                  | Romain Villa (FRA)                  | 159e                                |

| Crédit Agricole C.A | Crédit Agricole C.A      | Crédit Agricole C.A |
| ------------------- | ------------------------ | ------------------- |
| Num                 | Coureur                  | Pos                 |
| 51                  | László Bodrogi (HUN)     | 139e                |
| 52                  | Jimmy Engoulvent (FRA)   | 128e                |
| 53                  | Sébastien Hinault (FRA)  | 50e                 |
| 54                  | Jeremy Hunt (GBR)        | 44e                 |
| 55                  | Thor Hushovd (NOR)       | 15e                 |
| 56                  | Gabriel Rasch (NOR)      | 54e                 |
| 57                  | Mark Renshaw (AUS)       | AB                  |
| 58                  | Yannick Talabardon (FRA) | 71e                 |

| Euskaltel-Euskadi EUS | Euskaltel-Euskadi EUS  | Euskaltel-Euskadi EUS |
| --------------------- | ---------------------- | --------------------- |
| Num                   | Coureur                | Pos                   |
| 61                    | Josu Agirre (ESP)      | 156e                  |
| 62                    | Beñat Albizuri (ESP)   | 164e                  |
| 63                    | Lander Aperribai (ESP) | 175e                  |
| 64                    | Javier Aramendia (ESP) | 110e                  |
| 65                    | Koldo Fernández (ESP)  | 21e                   |
| 66                    | Markel Irizar (ESP)    | 45e                   |
| 67                    | Juan José Oroz (ESP)   | 46e                   |
| 68                    | Alan Pérez (ESP)       | 108e                  |

| La Française des jeux FDJ | La Française des jeux FDJ | La Française des jeux FDJ |
| ------------------------- | ------------------------- | ------------------------- |
| Num                       | Coureur                   | Pos                       |
| 71                        | Sébastien Chavanel (FRA)  | 148e                      |
| 72                        | Mickaël Delage (FRA)      | 143e                      |
| 73                        | Philippe Gilbert (BEL)    | 62e                       |
| 74                        | Timothy Gudsell (NZL)     | 141e                      |
| 75                        | Frédéric Guesdon (FRA)    | 81e                       |
| 76                        | Matthieu Ladagnous (FRA)  | 147e                      |
| 77                        | Gianni Meersman (BEL)     | 153e                      |
| 78                        | Christophe Mengin (FRA)   | 51e                       |

| Gerolsteiner GST | Gerolsteiner GST        | Gerolsteiner GST |
| ---------------- | ----------------------- | ---------------- |
| Num              | Coureur                 | Pos              |
| 81               | Thomas Fothen (GER)     | 135e             |
| 82               | Oscar Gatto (ITA)       | 123e             |
| 83               | Heinrich Haussler (GER) | 9e               |
| 84               | Sven Krauss (GER)       | 146e             |
| 85               | Sebastian Lang (GER)    | 57e              |
| 86               | Stephan Schreck (GER)   | 130e             |
| 87               | Carlo Westphal (GER)    | 180e             |
| 88               | Peter Wrolich (AUT)     | 12e              |

| Liquigas LIQ | Liquigas LIQ                | Liquigas LIQ |
| ------------ | --------------------------- | ------------ |
| Num          | Coureur                     | Pos          |
| 91           | Francesco Chicchi (ITA)     | 133e         |
| 92           | Claudio Corioni (ITA)       | AB           |
| 93           | Mauro Da Dalto (ITA)        | 58e          |
| 94           | Murilo Fischer (BRA)        | 76e          |
| 95           | Aliaksandr Kuschynski (BLR) | 113e         |
| 96           | Filippo Pozzato (ITA)       | 13e          |
| 97           | Manuel Quinziato (ITA)      | 75e          |
| 98           | Frederik Willems (BEL)      | 64e          |

| Quick Step QST | Quick Step QST           | Quick Step QST |
| -------------- | ------------------------ | -------------- |
| Num            | Coureur                  | Pos            |
| 101            | Tom Boonen (BEL)         | 150e           |
| 102            | Wilfried Cretskens (BEL) | 151e           |
| 103            | Steven de Jongh (NED)    | 36e            |
| 104            | Stijn Devolder (BEL)     | 63e            |
| 105            | Gert Steegmans (BEL)     | 157e           |
| 106            | Matteo Tosatto (ITA)     | 77e            |
| 107            | Kevin Hulsmans (BEL)     | 74e            |
| 108            | Wouter Weylandt (BEL)    | 3e             |

| Rabobank RAB | Rabobank RAB              | Rabobank RAB |
| ------------ | ------------------------- | ------------ |
| Num          | Coureur                   | Pos          |
| 111          | Graeme Brown (AUS)        | 93e          |
| 112          | Michiel Elijzen (NED)     | 181e         |
| 113          | Juan Antonio Flecha (ESP) | 69e          |
| 114          | Óscar Freire (ESP)        | 1er          |
| 115          | Mathew Hayman (AUS)       | 80e          |
| 116          | Pedro Horrillo (ESP)      | 65e          |
| 117          | Tom Leezer (NED)          | 68e          |
| 118          | Bram Tankink (NED)        | 73e          |

| Saunier Duval-Scott SDV | Saunier Duval-Scott SDV   | Saunier Duval-Scott SDV |
| ----------------------- | ------------------------- | ----------------------- |
| Num                     | Coureur                   | Pos                     |
| 121                     | Raúl Alarcón (ESP)        | 89e                     |
| 122                     | Raivis Belohvoščiks (LAT) | AB                      |
| 123                     | Luciano Pagliarini (BRA)  | 86e                     |
| 124                     | Aurélien Passeron (FRA)   | 31e                     |
| 126                     | Ermanno Capelli (ITA)     | 79e                     |
| 127                     | Jesús del Nero (ESP)      | 41e                     |
| 128                     | Denis Flahaut (FRA)       | 177e                    |

| Silence-Lotto SIL | Silence-Lotto SIL       | Silence-Lotto SIL |
| ----------------- | ----------------------- | ----------------- |
| Num               | Coureur                 | Pos               |
| 131               | Wim De Vocht (BEL)      | 163e              |
| 132               | Pieter Jacobs (BEL)     | 152e              |
| 133               | Bert Roesems (BEL)      | 172e              |
| 134               | Nick Gates (AUS)        | 149e              |
| 135               | Robbie McEwen (AUS)     | 33e               |
| 136               | Jürgen Roelandts (BEL)  | 118e              |
| 137               | Geert Steurs (BEL)      | AB                |
| 138               | Greg Van Avermaet (BEL) | 170e              |

| CSC | CSC                       | CSC  |
| --- | ------------------------- | ---- |
| Num | Coureur                   | Pos  |
| 141 | Kurt Asle Arvesen (NOR)   | 66e  |
| 142 | Lars Bak (DEN)            | 169e |
| 143 | Matti Breschel (DEN)      | 20e  |
| 144 | Fabian Cancellara (SUI)   | 67e  |
| 145 | Allan Johansen (DEN)      | 35e  |
| 146 | Kasper Klostergaard (DEN) | 84e  |
| 147 | Marcus Ljungqvist (SWE)   | 132e |
| 148 | Stuart O'Grady (AUS)      | 8e   |

| High Road THR | High Road THR         | High Road THR |
| ------------- | --------------------- | ------------- |
| Num           | Coureur               | Pos           |
| 151           | Mark Cavendish (GBR)  | 17e           |
| 152           | Bernhard Eisel (AUT)  | 160e          |
| 153           | André Greipel (GER)   | AB            |
| 154           | Roger Hammond (GBR)   | 10e           |
| 155           | George Hincapie (USA) | 53e           |
| 156           | Andreas Klier (GER)   | 61e           |
| 157           | Servais Knaven (NED)  | 105e          |
| 158           | Vicente Reynés (ESP)  | 100e          |

| Lampre LAM | Lampre LAM              | Lampre LAM |
| ---------- | ----------------------- | ---------- |
| Num        | Coureur                 | Pos        |
| 161        | Fabio Baldato (ITA)     | 59e        |
| 162        | Alessandro Ballan (ITA) | 52e        |
| 163        | Marco Bandiera (ITA)    | 122e       |
| 164        | Paolo Fornaciari (ITA)  | 120e       |
| 165        | Massimiliano Mori (ITA) | 55e        |
| 166        | Christian Murro (ITA)   | AB         |
| 167        | Danilo Napolitano (ITA) | 70e        |
| 168        | Paolo Bossoni (ITA)     | 142e       |

| Team Milram MRM | Team Milram MRM        | Team Milram MRM |
| --------------- | ---------------------- | --------------- |
| Num             | Coureur                | Pos             |
| 171             | Luca Barla (ITA)       | 56e             |
| 172             | Martin Müller (GER)    | 49e             |
| 173             | Markus Eichler (GER)   | 136e            |
| 174             | Fabio Sabatini (ITA)   | 26e             |
| 175             | Artur Gajek (GER)      | 138e            |
| 176             | Christian Knees (GER)  | 137e            |
| 177             | Enrico Poitschke (GER) | 134e            |
| 178             | Erik Zabel (GER)       | 4e              |

| Acqua & Sapone - Caffè Mokambo ASA | Acqua & Sapone - Caffè Mokambo ASA | Acqua & Sapone - Caffè Mokambo ASA |
| ---------------------------------- | ---------------------------------- | ---------------------------------- |
| Num                                | Coureur                            | Pos                                |
| 181                                | Dario Andriotto (ITA)              | AB                                 |
| 182                                | Gabriele Balducci (ITA)            | 32e                                |
| 183                                | Alessandro Donati (ITA)            | 119e                               |
| 184                                | Andrei Kunitski (BLR)              | 116e                               |
| 185                                | Andrea Masciarelli (ITA)           | 99e                                |
| 186                                | Simone Masciarelli (ITA)           | 179e                               |
| 187                                | Luca Paolini (ITA)                 | 6e                                 |
| 188                                | Giuseppe Palumbo (ITA)             | 91e                                |

| Barloworld BAR | Barloworld BAR             | Barloworld BAR |
| -------------- | -------------------------- | -------------- |
| Num            | Coureur                    | Pos            |
| 191            | Christopher Froome (KEN)   | 121e           |
| 192            | Patrick Calcagni (SUI)     | 125e           |
| 193            | Baden Cooke (AUS)          | 23e            |
| 194            | Marco Corti (ITA)          | 171e           |
| 195            | Robert Hunter (RSA)        | AB             |
| 196            | Daryl Impey (RSA)          | 111e           |
| 197            | Paolo Longo Borghini (ITA) | 83e            |
| 198            | Carlo Scognamiglio (ITA)   | 82e            |

| Cycle Collstrop COS | Cycle Collstrop COS    | Cycle Collstrop COS |
| ------------------- | ---------------------- | ------------------- |
| Num                 | Coureur                | Pos                 |
| 201                 | Borut Božič (SLO)      | 27e                 |
| 202                 | Bastiaan Giling (NED)  | 95e                 |
| 203                 | Michał Gołaś (POL)     | 126e                |
| 204                 | Marco Marcato (ITA)    | 42e                 |
| 205                 | Matthé Pronk (NED)     | 115e                |
| 206                 | Mirko Selvaggi (ITA)   | 114e                |
| 207                 | Raynold Smith (RSA)    | 173e                |
| 208                 | Steffen Wesemann (SUI) | 60e                 |

| Landbouwkrediet-Tönissteiner LAN | Landbouwkrediet-Tönissteiner LAN | Landbouwkrediet-Tönissteiner LAN |
| -------------------------------- | -------------------------------- | -------------------------------- |
| Num                              | Coureur                          | Pos                              |
| 211                              | Dirk Bellemakers (NED)           | 174e                             |
| 212                              | Sébastien Delfosse (BEL)         | AB                               |
| 213                              | Steven Kleynen (BEL)             | 107e                             |
| 214                              | Filip Meirhaeghe (BEL)           | 90e                              |
| 215                              | Kevin Neirynck (BEL)             | 92e                              |
| 216                              | Bert Scheirlinckx (BEL)          | 145e                             |
| 217                              | Ian Stannard (GBR)               | 161e                             |
| 218                              | Tom Steels (BEL)                 | 178e                             |

| Mitsubishi-Jartazi MIT | Mitsubishi-Jartazi MIT    | Mitsubishi-Jartazi MIT |
| ---------------------- | ------------------------- | ---------------------- |
| Num                    | Coureur                   | Pos                    |
| 221                    | Allan Davis (AUS)         | AB                     |
| 222                    | Vytautas Kaupas (LTU)     | 101e                   |
| 223                    | Guennadi Mikhailov (RUS)  | 16e                    |
| 224                    | Jens Mouris (NED)         | 182e                   |
| 225                    | Geert Omloop (BEL)        | 124e                   |
| 226                    | Stefan van Dijk (NED)     | 96e                    |
| 227                    | Jarno Van Mingeroet (BEL) | AB                     |
| 228                    | James Vanlandschoot (BEL) | 94e                    |

| Skil-Shimano SKS | Skil-Shimano SKS         | Skil-Shimano SKS |
| ---------------- | ------------------------ | ---------------- |
| Num              | Coureur                  | Pos              |
| 231              | Fumiyuki Beppu (JPN)     | 39e              |
| 232              | Roy Curvers (NED)        | AB               |
| 233              | Maarten den Bakker (NED) | 154e             |
| 234              | Floris Goesinnen (NED)   | 155e             |
| 235              | Sebastian Siedler (GER)  | 129e             |
| 236              | Kenny van Hummel (NED)   | 98e              |
| 237              | Tom Veelers (NED)        | 19e              |
| 238              | Yukihiro Doi (JPN)       | AB               |

| Topsport Vlaanderen TSV | Topsport Vlaanderen TSV    | Topsport Vlaanderen TSV |
| ----------------------- | -------------------------- | ----------------------- |
| Num                     | Coureur                    | Pos                     |
| 241                     | Kenny Dehaes (BEL)         | 5e                      |
| 242                     | Niko Eeckhout (BEL)        | 176e                    |
| 243                     | Kristof Goddaert (BEL)     | 102e                    |
| 244                     | Kurt Hovelijnck (BEL)      | 97e                     |
| 245                     | Sven Renders (BEL)         | 18e                     |
| 246                     | Preben Van Hecke (BEL)     | 106e                    |
| 247                     | Pieter Vanspeybrouck (BEL) | 85e                     |
| 248                     | Frederik Veuchelen (BEL)   | 158e                    |

| AG2R-La Mondiale ALM | AG2R-La Mondiale ALM    | AG2R-La Mondiale ALM |
| -------------------- | ----------------------- | -------------------- |
| Num                  | Coureur                 | Pos                  |
| 1                    | Renaud Dion (FRA)       | 28e                  |
| 2                    | Martin Elmiger (SUI)    | 47e                  |
| 3                    | Yuriy Krivtsov (UKR)    | 48e                  |
| 4                    | Laurent Mangel (FRA)    | 109e                 |
| 5                    | Lloyd Mondory (FRA)     | 103e                 |
| 6                    | Stéphane Poulhiès (FRA) | 168e                 |
| 7                    | Aliaksandr Usau (BLR)   | 29e                  |
| 8                    | Stijn Vandenbergh (BEL) | 38e                  |

| Astana AST | Astana AST             | Astana AST |
| ---------- | ---------------------- | ---------- |
| Num        | Coureur                | Pos        |
| 11         | Koen de Kort (NED)     | 43e        |
| 12         | Sergueï Ivanov (RUS)   | 88e        |
| 13         | René Haselbacher (AUT) | 165e       |
| 14         | Aaron Kemps (AUS)      | 30e        |
| 15         | Dmitri Mouraviov (KAZ) | 22e        |
| 16         | Grégory Rast (SUI)     | 166e       |
| 17         | Michael Schär (SUI)    | 24e        |
| 18         | Tomas Vaitkus (LTU)    | AB         |

| Bouygues Telecom BTL | Bouygues Telecom BTL   | Bouygues Telecom BTL |
| -------------------- | ---------------------- | -------------------- |
| Num                  | Coureur                | Pos                  |
| 21                   | Erki Pütsep (EST)      | 112e                 |
| 22                   | Aurélien Clerc (SUI)   | 2e                   |
| 23                   | Yohann Gène (FRA)      | 127e                 |
| 24                   | Anthony Geslin (FRA)   | 104e                 |
| 25                   | Vincent Jérôme (FRA)   | 72e                  |
| 26                   | Arnaud Labbe (FRA)     | AB                   |
| 27                   | Rony Martias (FRA)     | 14e                  |
| 28                   | Alexandre Pichot (FRA) | 37e                  |

| Caisse d'Épargne GCE | Caisse d'Épargne GCE             | Caisse d'Épargne GCE |
| -------------------- | -------------------------------- | -------------------- |
| Num                  | Coureur                          | Pos                  |
| 31                   | Arnaud Coyot (FRA)               | 25e                  |
| 32                   | Mathieu Drujon (FRA)             | 131e                 |
| 33                   | Imanol Erviti (ESP)              | 40e                  |
| 34                   | José Vicente García Acosta (ESP) | 78e                  |
| 35                   | José Iván Gutiérrez (ESP)        | 144e                 |
| 36                   | Luis Pasamontes (ESP)            | 34e                  |
| 37                   | Fabien Patanchon (FRA)           | 140e                 |
| 38                   | José Joaquín Rojas (ESP)         | 7e                   |

| Cofidis-Le Crédit par Téléphone COF | Cofidis-Le Crédit par Téléphone COF | Cofidis-Le Crédit par Téléphone COF |
| ----------------------------------- | ----------------------------------- | ----------------------------------- |
| Num                                 | Coureur                             | Pos                                 |
| 41                                  | Alexandre Blain (FRA)               | 87e                                 |
| 42                                  | Hervé Duclos-Lassalle (FRA)         | 11e                                 |
| 43                                  | Mathieu Heijboer (NED)              | 162e                                |
| 44                                  | Frank Høj (DEN)                     | 117e                                |
| 45                                  | Yann Huguet (FRA)                   | 167e                                |
| 47                                  | Rik Verbrugghe (BEL)                | AB                                  |
| 48                                  | Romain Villa (FRA)                  | 159e                                |

| Crédit Agricole C.A | Crédit Agricole C.A      | Crédit Agricole C.A |
| ------------------- | ------------------------ | ------------------- |
| Num                 | Coureur                  | Pos                 |
| 51                  | László Bodrogi (HUN)     | 139e                |
| 52                  | Jimmy Engoulvent (FRA)   | 128e                |
| 53                  | Sébastien Hinault (FRA)  | 50e                 |
| 54                  | Jeremy Hunt (GBR)        | 44e                 |
| 55                  | Thor Hushovd (NOR)       | 15e                 |
| 56                  | Gabriel Rasch (NOR)      | 54e                 |
| 57                  | Mark Renshaw (AUS)       | AB                  |
| 58                  | Yannick Talabardon (FRA) | 71e                 |

| Euskaltel-Euskadi EUS | Euskaltel-Euskadi EUS  | Euskaltel-Euskadi EUS |
| --------------------- | ---------------------- | --------------------- |
| Num                   | Coureur                | Pos                   |
| 61                    | Josu Agirre (ESP)      | 156e                  |
| 62                    | Beñat Albizuri (ESP)   | 164e                  |
| 63                    | Lander Aperribai (ESP) | 175e                  |
| 64                    | Javier Aramendia (ESP) | 110e                  |
| 65                    | Koldo Fernández (ESP)  | 21e                   |
| 66                    | Markel Irizar (ESP)    | 45e                   |
| 67                    | Juan José Oroz (ESP)   | 46e                   |
| 68                    | Alan Pérez (ESP)       | 108e                  |

| La Française des jeux FDJ | La Française des jeux FDJ | La Française des jeux FDJ |
| ------------------------- | ------------------------- | ------------------------- |
| Num                       | Coureur                   | Pos                       |
| 71                        | Sébastien Chavanel (FRA)  | 148e                      |
| 72                        | Mickaël Delage (FRA)      | 143e                      |
| 73                        | Philippe Gilbert (BEL)    | 62e                       |
| 74                        | Timothy Gudsell (NZL)     | 141e                      |
| 75                        | Frédéric Guesdon (FRA)    | 81e                       |
| 76                        | Matthieu Ladagnous (FRA)  | 147e                      |
| 77                        | Gianni Meersman (BEL)     | 153e                      |
| 78                        | Christophe Mengin (FRA)   | 51e                       |

| Gerolsteiner GST | Gerolsteiner GST        | Gerolsteiner GST |
| ---------------- | ----------------------- | ---------------- |
| Num              | Coureur                 | Pos              |
| 81               | Thomas Fothen (GER)     | 135e             |
| 82               | Oscar Gatto (ITA)       | 123e             |
| 83               | Heinrich Haussler (GER) | 9e               |
| 84               | Sven Krauss (GER)       | 146e             |
| 85               | Sebastian Lang (GER)    | 57e              |
| 86               | Stephan Schreck (GER)   | 130e             |
| 87               | Carlo Westphal (GER)    | 180e             |
| 88               | Peter Wrolich (AUT)     | 12e              |

| Liquigas LIQ | Liquigas LIQ                | Liquigas LIQ |
| ------------ | --------------------------- | ------------ |
| Num          | Coureur                     | Pos          |
| 91           | Francesco Chicchi (ITA)     | 133e         |
| 92           | Claudio Corioni (ITA)       | AB           |
| 93           | Mauro Da Dalto (ITA)        | 58e          |
| 94           | Murilo Fischer (BRA)        | 76e          |
| 95           | Aliaksandr Kuschynski (BLR) | 113e         |
| 96           | Filippo Pozzato (ITA)       | 13e          |
| 97           | Manuel Quinziato (ITA)      | 75e          |
| 98           | Frederik Willems (BEL)      | 64e          |

| Quick Step QST | Quick Step QST           | Quick Step QST |
| -------------- | ------------------------ | -------------- |
| Num            | Coureur                  | Pos            |
| 101            | Tom Boonen (BEL)         | 150e           |
| 102            | Wilfried Cretskens (BEL) | 151e           |
| 103            | Steven de Jongh (NED)    | 36e            |
| 104            | Stijn Devolder (BEL)     | 63e            |
| 105            | Gert Steegmans (BEL)     | 157e           |
| 106            | Matteo Tosatto (ITA)     | 77e            |
| 107            | Kevin Hulsmans (BEL)     | 74e            |
| 108            | Wouter Weylandt (BEL)    | 3e             |

| Rabobank RAB | Rabobank RAB              | Rabobank RAB |
| ------------ | ------------------------- | ------------ |
| Num          | Coureur                   | Pos          |
| 111          | Graeme Brown (AUS)        | 93e          |
| 112          | Michiel Elijzen (NED)     | 181e         |
| 113          | Juan Antonio Flecha (ESP) | 69e          |
| 114          | Óscar Freire (ESP)        | 1er          |
| 115          | Mathew Hayman (AUS)       | 80e          |
| 116          | Pedro Horrillo (ESP)      | 65e          |
| 117          | Tom Leezer (NED)          | 68e          |
| 118          | Bram Tankink (NED)        | 73e          |

| Saunier Duval-Scott SDV | Saunier Duval-Scott SDV   | Saunier Duval-Scott SDV |
| ----------------------- | ------------------------- | ----------------------- |
| Num                     | Coureur                   | Pos                     |
| 121                     | Raúl Alarcón (ESP)        | 89e                     |
| 122                     | Raivis Belohvoščiks (LAT) | AB                      |
| 123                     | Luciano Pagliarini (BRA)  | 86e                     |
| 124                     | Aurélien Passeron (FRA)   | 31e                     |
| 126                     | Ermanno Capelli (ITA)     | 79e                     |
| 127                     | Jesús del Nero (ESP)      | 41e                     |
| 128                     | Denis Flahaut (FRA)       | 177e                    |

| Silence-Lotto SIL | Silence-Lotto SIL       | Silence-Lotto SIL |
| ----------------- | ----------------------- | ----------------- |
| Num               | Coureur                 | Pos               |
| 131               | Wim De Vocht (BEL)      | 163e              |
| 132               | Pieter Jacobs (BEL)     | 152e              |
| 133               | Bert Roesems (BEL)      | 172e              |
| 134               | Nick Gates (AUS)        | 149e              |
| 135               | Robbie McEwen (AUS)     | 33e               |
| 136               | Jürgen Roelandts (BEL)  | 118e              |
| 137               | Geert Steurs (BEL)      | AB                |
| 138               | Greg Van Avermaet (BEL) | 170e              |

| CSC | CSC                       | CSC  |
| --- | ------------------------- | ---- |
| Num | Coureur                   | Pos  |
| 141 | Kurt Asle Arvesen (NOR)   | 66e  |
| 142 | Lars Bak (DEN)            | 169e |
| 143 | Matti Breschel (DEN)      | 20e  |
| 144 | Fabian Cancellara (SUI)   | 67e  |
| 145 | Allan Johansen (DEN)      | 35e  |
| 146 | Kasper Klostergaard (DEN) | 84e  |
| 147 | Marcus Ljungqvist (SWE)   | 132e |
| 148 | Stuart O'Grady (AUS)      | 8e   |

| High Road THR | High Road THR         | High Road THR |
| ------------- | --------------------- | ------------- |
| Num           | Coureur               | Pos           |
| 151           | Mark Cavendish (GBR)  | 17e           |
| 152           | Bernhard Eisel (AUT)  | 160e          |
| 153           | André Greipel (GER)   | AB            |
| 154           | Roger Hammond (GBR)   | 10e           |
| 155           | George Hincapie (USA) | 53e           |
| 156           | Andreas Klier (GER)   | 61e           |
| 157           | Servais Knaven (NED)  | 105e          |
| 158           | Vicente Reynés (ESP)  | 100e          |

| Lampre LAM | Lampre LAM              | Lampre LAM |
| ---------- | ----------------------- | ---------- |
| Num        | Coureur                 | Pos        |
| 161        | Fabio Baldato (ITA)     | 59e        |
| 162        | Alessandro Ballan (ITA) | 52e        |
| 163        | Marco Bandiera (ITA)    | 122e       |
| 164        | Paolo Fornaciari (ITA)  | 120e       |
| 165        | Massimiliano Mori (ITA) | 55e        |
| 166        | Christian Murro (ITA)   | AB         |
| 167        | Danilo Napolitano (ITA) | 70e        |
| 168        | Paolo Bossoni (ITA)     | 142e       |

| Team Milram MRM | Team Milram MRM        | Team Milram MRM |
| --------------- | ---------------------- | --------------- |
| Num             | Coureur                | Pos             |
| 171             | Luca Barla (ITA)       | 56e             |
| 172             | Martin Müller (GER)    | 49e             |
| 173             | Markus Eichler (GER)   | 136e            |
| 174             | Fabio Sabatini (ITA)   | 26e             |
| 175             | Artur Gajek (GER)      | 138e            |
| 176             | Christian Knees (GER)  | 137e            |
| 177             | Enrico Poitschke (GER) | 134e            |
| 178             | Erik Zabel (GER)       | 4e              |

| Acqua & Sapone - Caffè Mokambo ASA | Acqua & Sapone - Caffè Mokambo ASA | Acqua & Sapone - Caffè Mokambo ASA |
| ---------------------------------- | ---------------------------------- | ---------------------------------- |
| Num                                | Coureur                            | Pos                                |
| 181                                | Dario Andriotto (ITA)              | AB                                 |
| 182                                | Gabriele Balducci (ITA)            | 32e                                |
| 183                                | Alessandro Donati (ITA)            | 119e                               |
| 184                                | Andrei Kunitski (BLR)              | 116e                               |
| 185                                | Andrea Masciarelli (ITA)           | 99e                                |
| 186                                | Simone Masciarelli (ITA)           | 179e                               |
| 187                                | Luca Paolini (ITA)                 | 6e                                 |
| 188                                | Giuseppe Palumbo (ITA)             | 91e                                |

| Barloworld BAR | Barloworld BAR             | Barloworld BAR |
| -------------- | -------------------------- | -------------- |
| Num            | Coureur                    | Pos            |
| 191            | Christopher Froome (KEN)   | 121e           |
| 192            | Patrick Calcagni (SUI)     | 125e           |
| 193            | Baden Cooke (AUS)          | 23e            |
| 194            | Marco Corti (ITA)          | 171e           |
| 195            | Robert Hunter (RSA)        | AB             |
| 196            | Daryl Impey (RSA)          | 111e           |
| 197            | Paolo Longo Borghini (ITA) | 83e            |
| 198            | Carlo Scognamiglio (ITA)   | 82e            |

| Cycle Collstrop COS | Cycle Collstrop COS    | Cycle Collstrop COS |
| ------------------- | ---------------------- | ------------------- |
| Num                 | Coureur                | Pos                 |
| 201                 | Borut Božič (SLO)      | 27e                 |
| 202                 | Bastiaan Giling (NED)  | 95e                 |
| 203                 | Michał Gołaś (POL)     | 126e                |
| 204                 | Marco Marcato (ITA)    | 42e                 |
| 205                 | Matthé Pronk (NED)     | 115e                |
| 206                 | Mirko Selvaggi (ITA)   | 114e                |
| 207                 | Raynold Smith (RSA)    | 173e                |
| 208                 | Steffen Wesemann (SUI) | 60e                 |

| Landbouwkrediet-Tönissteiner LAN | Landbouwkrediet-Tönissteiner LAN | Landbouwkrediet-Tönissteiner LAN |
| -------------------------------- | -------------------------------- | -------------------------------- |
| Num                              | Coureur                          | Pos                              |
| 211                              | Dirk Bellemakers (NED)           | 174e                             |
| 212                              | Sébastien Delfosse (BEL)         | AB                               |
| 213                              | Steven Kleynen (BEL)             | 107e                             |
| 214                              | Filip Meirhaeghe (BEL)           | 90e                              |
| 215                              | Kevin Neirynck (BEL)             | 92e                              |
| 216                              | Bert Scheirlinckx (BEL)          | 145e                             |
| 217                              | Ian Stannard (GBR)               | 161e                             |
| 218                              | Tom Steels (BEL)                 | 178e                             |

| Mitsubishi-Jartazi MIT | Mitsubishi-Jartazi MIT    | Mitsubishi-Jartazi MIT |
| ---------------------- | ------------------------- | ---------------------- |
| Num                    | Coureur                   | Pos                    |
| 221                    | Allan Davis (AUS)         | AB                     |
| 222                    | Vytautas Kaupas (LTU)     | 101e                   |
| 223                    | Guennadi Mikhailov (RUS)  | 16e                    |
| 224                    | Jens Mouris (NED)         | 182e                   |
| 225                    | Geert Omloop (BEL)        | 124e                   |
| 226                    | Stefan van Dijk (NED)     | 96e                    |
| 227                    | Jarno Van Mingeroet (BEL) | AB                     |
| 228                    | James Vanlandschoot (BEL) | 94e                    |

| Skil-Shimano SKS | Skil-Shimano SKS         | Skil-Shimano SKS |
| ---------------- | ------------------------ | ---------------- |
| Num              | Coureur                  | Pos              |
| 231              | Fumiyuki Beppu (JPN)     | 39e              |
| 232              | Roy Curvers (NED)        | AB               |
| 233              | Maarten den Bakker (NED) | 154e             |
| 234              | Floris Goesinnen (NED)   | 155e             |
| 235              | Sebastian Siedler (GER)  | 129e             |
| 236              | Kenny van Hummel (NED)   | 98e              |
| 237              | Tom Veelers (NED)        | 19e              |
| 238              | Yukihiro Doi (JPN)       | AB               |

| Topsport Vlaanderen TSV | Topsport Vlaanderen TSV    | Topsport Vlaanderen TSV |
| ----------------------- | -------------------------- | ----------------------- |
| Num                     | Coureur                    | Pos                     |
| 241                     | Kenny Dehaes (BEL)         | 5e                      |
| 242                     | Niko Eeckhout (BEL)        | 176e                    |
| 243                     | Kristof Goddaert (BEL)     | 102e                    |
| 244                     | Kurt Hovelijnck (BEL)      | 97e                     |
| 245                     | Sven Renders (BEL)         | 18e                     |
| 246                     | Preben Van Hecke (BEL)     | 106e                    |
| 247                     | Pieter Vanspeybrouck (BEL) | 85e                     |
| 248                     | Frederik Veuchelen (BEL)   | 158e                    |